# Le Panier de fraises des bois
Le Panier de fraises  est un tableau du peintre français Jean Siméon Chardin (1699-1779), conservé au musée du Louvre.

## Histoire
Ce tableau a été révélé au Salon carré du musée du Louvre à l'été 1761.
Signée en bas à gauche, cette nature morte datée de 1761 provient de la collection du grainetier François Marcille (1790-1856), qui possédait près de 4 500 tableaux dont 40 toiles de Boucher, 30 de Chardin et 25 de Fragonard. On ignore le nom des premiers propriétaires du tableau. Il faut attendre 1862 pour que l'œuvre soit mentionnée par un historien de l'art, Charles Blanc, puis, quelques mois plus tard, par les frères Goncourt.
Le 23 mars 2022, l’œuvre est mise en vente à Paris chez Artcurial et on estime alors qu’elle pourrait se vendre à plus de 15 millions d’euros. Elle atteint finalement l’enchère record d’un peu plus de 24 millions d’euros, émanant d’un marchand d’art new-yorkais, Adam Williams, pour le compte du Kimbell Art Museum, à Fort Worth, au Texas. Quelques semaines plus tard, l’État français décide d’attribuer au tableau le statut de « trésor national ». Cette disposition suspend la vente pour une période de trente mois, laissant à l’État le temps de réunir les fonds nécessaires à son acquisition. Le souhait du ministère de la Culture est que ce tableau entre dans les collections du musée du Louvre. Le tableau fait l'objet de la campagne Tous mécènes 2023 du musée du Louvre pour recueillir 1,3 million d'euros en complément d'un mécénat du groupe LVMH et de l'aide de la Société des amis du Louvre.
Le 29 février 2024, le musée fait savoir que le tableau entre dans les collections du Louvre grâce à la contribution financière du musée lui-même (6 millions d’euros), de grandes entreprises mécènes (17 millions) et de 10 000 donateurs individuels (1,6 million). De tous les appels aux dons initiés par le musée, c’est celui qui a rencontré le plus grand succès,.
À la suite de son acquisition, le tableau est successivement exposé au Louvre-Lens, au musée des Beaux-Arts de Brest puis au musée d'Art Roger-Quilliot.

## Description
Le tableau représente « un haut tas conique de fraises des bois dans une corbeille, un verre d’eau, une pêche, deux cerises et deux œillets blancs », le tout posé sur une épaisse table de bois.
L’ancien président-directeur du musée du Louvre, Pierre Rosenberg, souligne « l’extrême simplicité de la composition qui élimine tout détail et atteint le parfait équilibre, l’audace de l’exécution ».